# TRISTAN

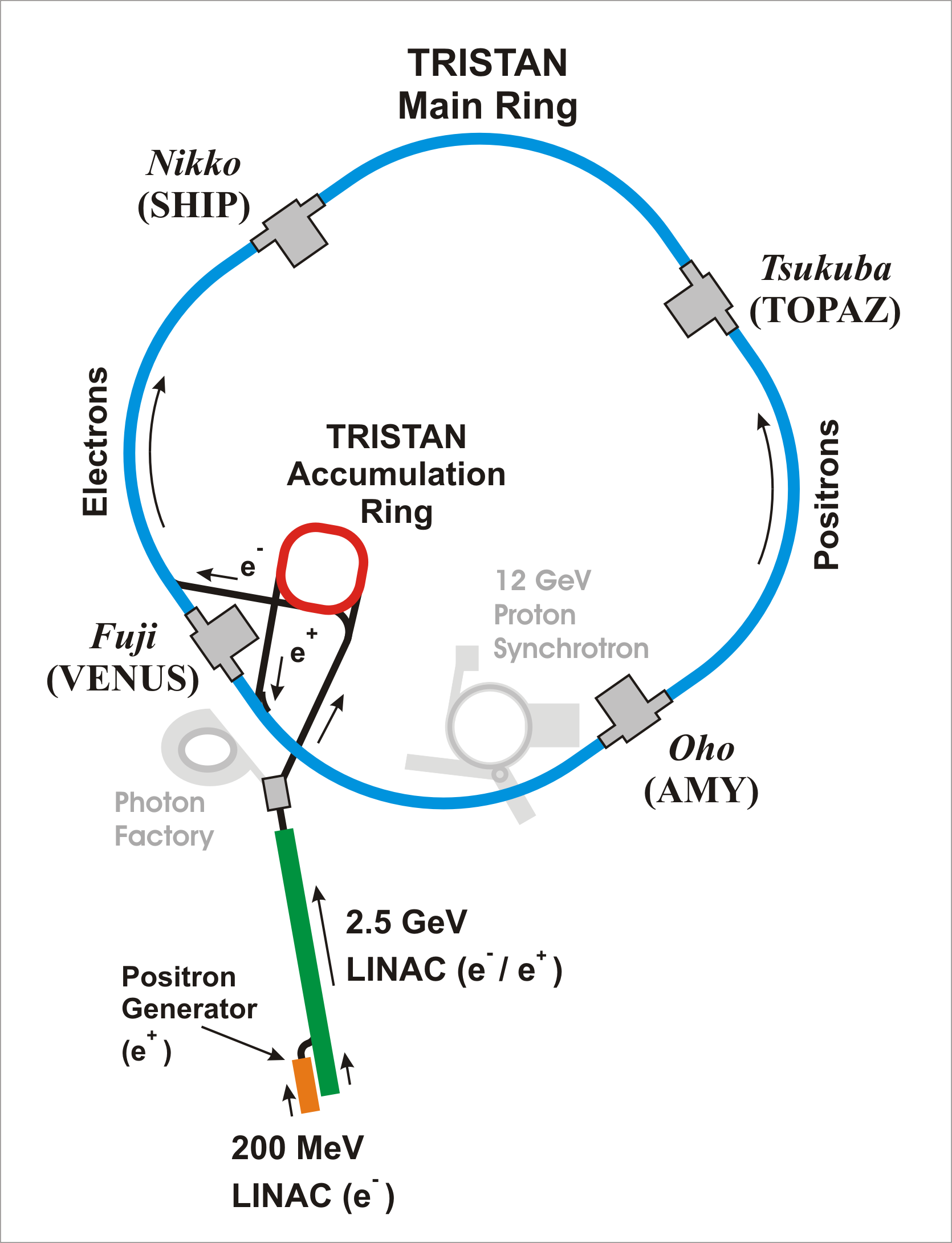
Der ehemalige Teilchenbeschleuniger TRISTAN (Electron-Positron-Collider) am Forschungszentrum für Hochenergiephysik KEK in Tsukuba (Japan), bestehend aus den drei Vorbeschleunigern und dem Hauptring (Main Ring).

TRISTAN (Transposable Ring Intersecting STorage Accelerator in Nippon) war ein Teilchenbeschleuniger am japanischen Forschungszentrum für Hochenergiephysik KEK in Tsukuba. Der Speicherring mit drei Kilometern Umfang, für die gleichzeitige Beschleunigung von Elektronen und Positronen und deren Kollision mit Schwerpunktsenergien von bis zu 64 GeV, wurde von 1986 bis 1995 betrieben und ab 1994 zum KEKB-Teilchenbeschleuniger umgebaut. Für diesen wurden in den vorhandenen Tunnel und im Gegensatz zu TRISTAN zwei getrennte Speicherringe für die Elektronen und Positronen errichtet, für Maximalenergien von 8 beziehungsweise 3,5 GeV (asymmetrische B-Fabrik).

## Geschichte
Nach der ersten Postulierung des Aufbaus von Hadronen aus den Quarks genannten Elementarteilchen Mitte der 1960er Jahre, konnten fünf Quarks bis 1977 experimentell bestätigt werden. Um die von den japanischen Wissenschaftlern Makoto Kobayashi und Toshihide Maskawa 1973 aufgestellte Theorie zur Erklärung der CP-Verletzung mittels einer dritten Generation von Quarks (Bottom- und Top-Quark) zu bestätigen, wurden Ende der 1970er Jahre am KEK Pläne zum Bau eines Teilchenbeschleunigers zur Suche nach dem verbliebenen Top-Quark (das Bottom-Quark wurde 1977 am Fermilab nachgewiesen) wieder aufgegriffen. Ab 1981 wurde schließlich ein Electron-Positron-Collider mit Schwerpunktsenergien von 60 GeV gebaut. Im November 1986 konnte der TRISTAN genannte Beschleunigerkomplex in Betrieb genommen werden. Durch Umbauten und Erweiterungen konnte die Schwerpunktsenergie von anfänglich 50 GeV auf 64 GeV gesteigert sowie die Luminosität erhöht werden. Ende der 1980er zeichnete sich aber schon ab, dass die Energie zur Erzeugung des Top-Quark nicht ausreichen würde, und Planungen für das Nachfolgeprojekt KEKB wurden aufgenommen. Der Umbau wurde 1994 begonnen und der Betrieb von TRISTAN 1995 eingestellt.
Das Top-Quark konnte 1995 mit dem CDF des Fermilabs nachgewiesen werden.

## Aufbau und Betrieb
Der Beschleunigerkomplex bestand aus dem Hauptring (Main Ring, MR) und drei Vorbeschleunigern. Zur Produktion der Positronen wurden mit einem ersten Linearbeschleuniger (LINAC) auf 200 MeV beschleunigte Elektronen auf ein aus Tantal bestehendes Target gelenkt. Die erzeugten Positronen wurden mit einem weiteren LINAC auf 250 MeV beschleunigt und in den Hauptlinearbeschleuniger geleitet. Mit diesem wurden Elektronen und Positronen auf 2,5 GeV beschleunigt und in den ersten Speicherring (Accumulation Ring, AR) eingespeist. Die gesamte Linearbeschleunigereinheit hatte eine Länge von circa 400 Metern und wurde für den KEKB-Beschleuniger zur Erzeugung von höheren Energien aufgerüstet bzw. erweitert.
Der TRISTAN-AR war ursprünglich ein Speicherring mit 377 m Umfang, in dem beide Teilchenarten akkumuliert, auf Teilchenenergien von 8 GeV beschleunigt und dann in den TRISTAN-Hauptring eingespeist wurden. Er wurde später zum Photon Factory Advanced Ring (PF-AR) des KEK umgerüstet, zur gezielten Erzeugung von Synchrotronstrahlung im Bereich hochenergetischer Röntgenstrahlung. Der TRISTAN-Hauptring besaß wie die beiden getrennten Speicherringe des Nachfolgers KEKB einen Umfang von circa 3 km und bestand aus vier Bogensegmenten mit einem mittleren Radius von 346,7 m und vier geraden Segmenten von 194,4 m. In der Mitte der geraden Teilabschnitte befanden sich die Kollisionszonen in den Experimentierhallen Fuji, Nikko, Tsukuba und Oho; mit den Experimenten VENUS, SHIP, TOPAZ und AMY. Die Teilchen wurden in Paketen (Bunches) auf bis zu 32 GeV beschleunigt und anschließend zur Kollision gebracht. Die Elektronen liefen dabei im Uhrzeigersinn und die Positronen entgegengesetzt um. Wie im TRISTAN-AR wurden die Teilchenpakete während der Befüllung und Beschleunigung mittels zuschaltbarer elektrostatischer Separatoren an den Kollisionspunkten getrennt.